# Wings of a Dove
Wings of a Dove – piąty długogrający album studyjny zespołu Lombard.
Nagrania muzyki dokonano w Studio Polskiego Radia w Poznaniu na przełomie 10–28 kwietnia 1985 (Realizator – Ryszard Gloger i Andrzej Bąk). Płytę zmiksowano w Fendal Sound Studios w Loenen w Holandii na przełomie 20–22 czerwca 1985 we współpracy z Rockhouse Records, a realizatorem był Jan Kranendonk. Anglojęzyczne wersje utworów nagrano w marcu 1986. Wszystkie kompozycje są autorstwa Grzegorza Stróżniaka, a angielskie tłumaczenia tekstów Jacka Skubikowskiego i Małgorzaty Ostrowskiej napisał John Porter. Jest to anglojęzyczne wydanie Anatomii zawierające również zmiany w kolejności utworów. Na płycie zabrakło piosenki „Zaklęty sejf”, która ukazała się na polskojęzycznej Anatomii.

## Lista utworów
Strona A
1. „Wings of a Dove” – 4:20
2. „Get Lost!” – 3:35
3. „Snowball” – 3:20
4. „Empty Plate” – 4:35

Strona B
1. „Anatomy” – 3:50
2. „Burn Him” – 3:25
3. „Perfect Melodrama” – 4:45
4. „Foreign Days” – 3:40
5. „Wstega M. (a polish love song)” – 4:05

## Muzycy
- Małgorzata Ostrowska – śpiew
- Grzegorz Stróżniak – śpiew, instrumenty klawiszowe
- Piotr Zander – gitara
- Włodzimierz Kempf – perkusja

## Personel
- Ryszard Gloger – realizacja nagrań
- Andrzej Bąk – realizacja nagrań
- Jan Kranendonk – montaż
- Jacek Gulczyński – foto